# Chiesa di San Fedele (Plesio)
La chiesa di San Fedele, detta anche chiesa dei Santi Fedele e Gregorio, è la parrocchiale di Plesio, in provincia e diocesi di Como; fa parte del vicariato di Lenno e Menaggio.

## Storia
La comunità di Plesio fu eretta in parrocchia autonoma nel 1582; pochi anni dopo ricevette in visita il vescovo di Como Feliciano Ninguarda.
In base al censimento effettuato tra il 1779 e il 1780 i fedeli ammontavano 431, mentre nel 1788 risultavano saliti a 498; in quell'anno, erano elencati come sussidiari della parrocchiale gli oratori di San Giuseppe, di San Sebastiano e di San Bernardo a Loco.
La chiesa di San Fedele venne interessata da una parziale ricostruzione tra il 1808 e il 1836, mentre ulteriori interventi furono condotti nel 1877.
Dalla relazione della visita del 1893 del vescovo Andrea Ferrari si legge che il numero dei fedeli era pari a 630 e che la parrocchiale di San Fedele, da cui dipendevano gli oratori di San Giuseppe, di San Bernardo in località Ligomina, dei Santi Fabiano e Sebastiano a Lengo, e di San Rocco, era sede della confraternita del Santissimo Sacramento.
Nel 1959, con decreto recante la data del 7 ottobre, il vescovo Felice Bonomini unì aeque principaliter le parrocchie di San Fedele di Plesio e di San Gregorio di Breglia, che furono poi fuse in una sola il 16 luglio 1986 dal vescovo Teresio Ferraroni.

## Descrizione

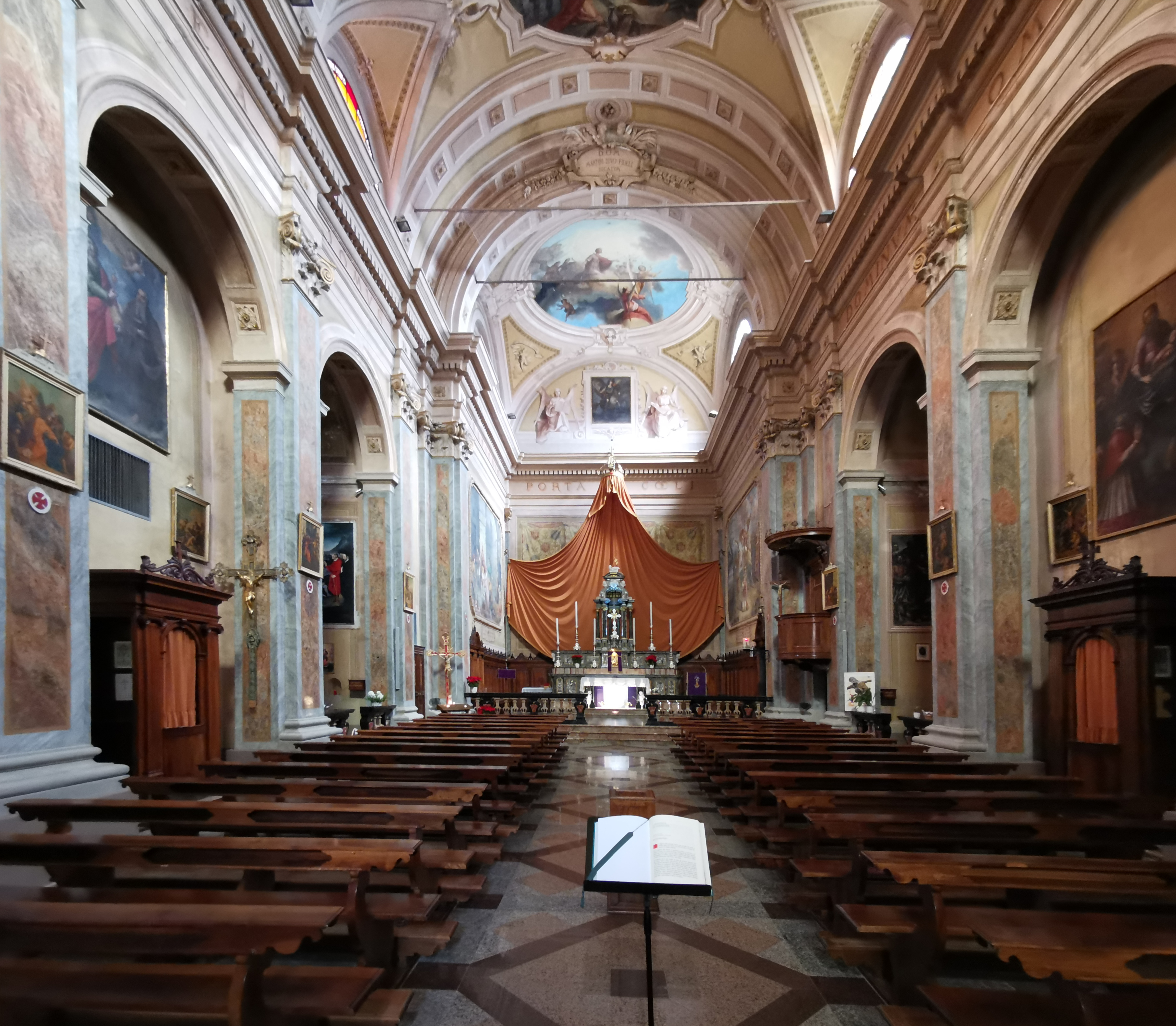
Interno della Chiesa di San Fedele

La facciata della chiesa, rivolta a occidente, è suddivisa da una cornice marcapiano in due registri, entrambi scanditi da lesene: quello inferiore, d'ordine dorico, presenta centralmente il portale d'ingresso, sormontato da un timpano triangolare spezzato e da una nicchia con statua, mentre quello superiore è caratterizzato da una finestra e coronato dal frontone.
Annesso alla parrocchiale è il campanile a base quadrata, recante la data 1716; la cella presenta su ogni lato una monofora ed è coronata dalla cupoletta poggiante sul tamburo.

### Interno
L'interno dell'edificio si compone di un'unica navata, sulla quale si affacciano le cappelle laterali, introdotte da archi a tutto sesto, e le cui pareti sono scandite da lesene terminanti con capitelli composite e sorreggenti la trabeazione aggettante e modanata, sopra la quale si impostano le volte; al termine dell'aula si sviluppa il presbiterio, rialzato di due gradini, delimitato da balaustre e chiuso dalla parete di fondo piatta.
Qui sono conservate diverse opere di pregio, tra le quali la pala avente come soggetto San Michdkd a cavallo, eseguita all'inizio del XVII secolo, e l'organo, costruito nel 1846 dalla ditta Carnisi.